# Scolopendra multidens
Scolopendra multidens – gatunek parecznika z rzędu skolopendrokształtnych i rodziny skolopendrowatych.

## Taksonomia
Gatunek ten opisany został po raz pierwszy w 1884 roku przez George'a Newporta. W 1903 Karl Kraepelin zredukował go do rangi podgatunku w obrębie Scolopendra subspinipes i tak był traktowany przez licznych późniejszych autorów. W 2007 Anatolij Szilejko zsynonimizował go nawet z podgatunkiem nominatywnym S. s. subspinipes. W 2008 Chao Juilung wyniósł go z powrotem do rangi gatunku. Przypuszcza się, że jest najbliżej spokrewniony ze Scolopendra dawydoffi.

## Opis
Głowa wraz z pierwszym tergitem intensywnie czerwona, pozostałe tergity w brązowawo-ciemnozielonych barwach, ostatnie tergity przechodzą w brąz, nogi koloru żółtego, dwie ostatnie pary w kolorze intensywnie pomarańczowym. Spotykamy również osobniki z czerwonymi nogami i ciemniejszym ciałem.
Czułki zbudowane są z 17 lub 18 członów i sięgają do czwartego tergitu. Wierzch sześciu nasadowych członów jest gładki. Bruzdy paramedialne ciągną się na tergitach od drugiego lub trzeciego do dwudziestego. Krótkie bruzdy paramedialne występują też w przednich 20–60% długości sternitów. Wyrostki koksopleuralne mają po 1–3 zęby wierzchołkowe i 1–2 przedwierzchołkowe. Odnóża kroczne pozbawione są ostróg na goleniach, natomiast do 19 pary włącznie mają ostrogi na stopach. Grube odnóża końcowe cechują się grzbietowo spłaszczonymi przedudziami, wyposażonymi w czarniawe kolce i wyrostek z 1–3 kolcami. Tergit segmentu odnóży końcowych nie ma szwów ani wgłębień. Samca charakteryzuje brak gonopodów jak i prącia.

## Występowanie
Scolopendra multidens występuje na Tajwanie, w Chinach (Junnan, Kuangsi, Hajnan i Hongkong), Wietnamie, na filipińskim Mindanao oraz indonezyjskiej Jawie. Niepewne dane pochodzą z północy indonezyjskiej części Nowej Gwinei.

## Hodowla
Zaleca się hodowanie w terrarium o podstawie 20×10 cm (dla dorosłego), z podłożem w postaci torfu lub włókna koksowego zmieszanego z piaskiem i wermikulitem, wyposażonym w kryjówkę i miskę z wodą. Wilgotność powinna wynosić od 60% do 80%, a temperatura 21–30°C z nocnymi spadkami do 18–20°C.